# Думают ли животные?
«Думают ли животные?» — научно-популярный фильм, снятый в 1970 году на студии «Киевнаучфильм» режиссёром Феликсом Соболевым.

## Аннотация
В создании фильма принимали участие Институт эволюционной морфологии и экологии животных им. А. Н. Северцова АН СССР, Институт физиологии животных им. И. П. Павлова АН СССР, Институт зоологии АН СССР, Московский государственный университет, Киевский государственный университет им. Т. Г. Шевченко, Берлинский университет имени Гумбольдта, Кургальджинский и Кызылагаджский заповедники, Московский, Берлинский и Дрезденский зоопарки, киностудия Kurzfilme DEFA, ВДНХ СССР.

## Награды
- 1971 — XXV конгресс МАНК в Киеве (СССР): Почётный диплом
- 1971 — XIV МКФ в Лейпциге (ГДР): приз «Золотой голубь»
- 1972 — МКФ учебных фильмов в Тегеране (Иран): приз «Золотой дельфин» и диплом
- 1972 — Государственная премия СССР за научно-популярные фильмы «Язык животных» и «Думают ли животные?»

## Съёмочная группа
- Автор сценария: Юрий Аликов
- Режиссёр-постановщик: Феликс Соболев
- Главный оператор: Леонид Прядкин
- Текст читает Алексей Консовский